# Dirt Rally
Dirt Rally este un joc video de simulări de curse, dezvoltat și publicat de Codemasters pentru Microsoft Windows.  O versiune early access a jocului a fost lansată pe 27 aprilie 2015, prin Steam. Varianta finală a jocului a fost lansată în data de 7 decembrie 2015. Trailerul de lansare al jocului dezvăluia că versiunile pentru PlayStation 4, Xbox One și PC DVD vor fi lansate pe 5 aprilie 2016.

## Gameplay
Dirt Rally este un joc video de simulări de curse, ce se concentrează pe cursele de raliu.  Jucătorii concurează în evenimente contra-timp, pe drum de macadam și terenuri accidentate, în diferite condiții de vreme. După lansare, jocul conținea 17 mașini și 36 de stagii, din trei locații diferite (Baumholder, Powys și Argolida), și un mod multiplayer.  Sunt plănuite încă 2 tipuri de moduri multiplayer. Codemasters a anunțat un parteneriat cu FIA în iulie 2015.
Dirt Rally conține un număr mare de vehicule dintr-o gamă variată de producători. Conține mașini din anii '60, '70, '80, 2000, 2010, dar și din grupele B, A și R.

## Dezvoltare
Dirt Rally este dezvoltat de britanicii de la Codemasters, cu ajutorul motorului grafic Ego. Dezvoltarea sa fost începută după lansarea din 2012 a lui Dirt: Showdown. Ei au început prin crearea de modele de roți și a circuitelor. Jocul folosește un model de animație diferit față de jocurile anterioare, construit de la zero.
O versiune timpurie a lui Dirt Rally a fost arătată jurnaliștilor la sfârșitul anului 2013, dar jocul nu a fost anunțat decât în data de 27 aprilie 2015. A fost lansat, mai târziu în aceeași zi, pentru Microsoft Windows, prin early access, pe Steam.  Regizorul jocului, Paul Coleman, a spus că jocul a fost lansat neterminat pentru ca echipa de dezvoltare să primească un feedback din partea jucătorilor.  El a exprimat interes în lansarea pe console a lui Dirt Rally în viitor, dar acest lucru nu este încă posibil, jocul încă fiind în stadiul de early access.  Codemasters intenționează să introducă mașini noi, locații noi și moduri în actualizări lunare, dar și să îmbunătățească jocul cu ajutorul stadiului de early access. Versiunea finală a jocului a fost lansată pe 7 decembrie 2015, pentru Microsoft Windows. Jocul se va lansa și pentru platformele PlayStation 4 și Xbox One pe 5 aprilie 2016.

## Recepție
Primele recenzii ale lui Dirt Rally au fost pozitive. Site-ul web Metacritic a acordat jocului un rating de 86 din 100. GameStar a acordat jocului un rating de 90%, spunând că: "Dirt Rally este cel mai bun simulator de curse al momentului și unul dintre cele mai bune jocuri de curse din toate timpurile."